# Drosophila achlya
Drosophila achlya este o specie de muște din genul Drosophila, familia Drosophilidae, descrisă de Hardy în anul 1967. Conform Catalogue of Life specia Drosophila achlya nu are subspecii cunoscute.